# Sciades meridianus
Sciades meridianus là một loài bọ cánh cứng trong họ Cerambycidae.